# Varbergs Tidning
Varbergs Tidning var en tidning som gavs ut tre dagar i veckan i Varberg mellan 1953 och 1962. Tidningen var liberalt präglad och hade Tedde Wollter som ansvarig utgivare och chefredaktör. Tidningen lyckades aldrig få tillräckligt många prenumeranter för att få en hållbar ekonomi i företaget. När tidningen lades ner 1962 köpte Hallands Nyheter utgivningsrätten och var även den tidning prenumeranterna fick som ersättning.
2022 lanserades en ny tidning med namnet Varbergs Tidning. Varbergs Tidning delas ut gratis och når alla hushåll i Varbergs kommun.